# Britta Heidemann
Britta Heidemann (n. 22 decembrie 1982, Köln, RFG) este o fostă scrimeră germană. Ea a devenit campioană mondială la spadă în anul 2007 în Sankt Petersburg.
La Jocurile Olimpice de vară din 2008 de la Beijing a câștigat medalia de aur, învingând-o pe Ana Maria Brânză..
În februarie 2011 ea a apărut în emisiunea televiziunii germane hart aber fair, unde s-a dezbătut tema despre educația copiilor.